# الاستعمار الأوروبي للأمريكيتين

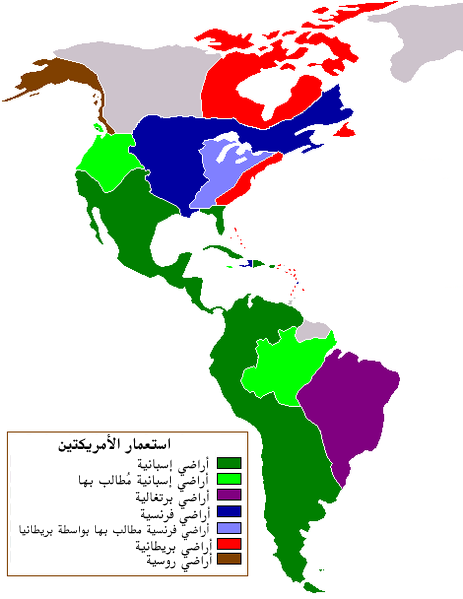
الاستعمار الأوروبي للأمريكتين

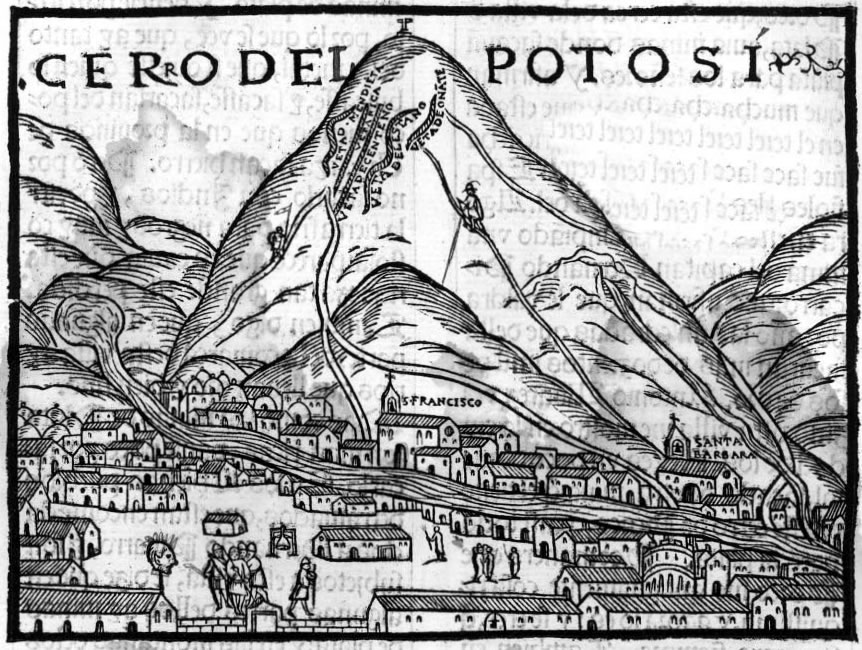
جبل بوتوسي الفضي ، فيما يعرف الآن ببوليفيا. كان مصدر كميات هائلة من الفضة التي غيرت الاقتصاد العالمي.

رغم أن الشماليين اكتشفوا واستعمروا شمال شرق أمريكا الشمالية نحو عام 1000 ميلادي، فإن الموجة اللاحقة والمعروفة أكثر من الاستعمار الأوروبي للأمريكيتين هي التي حدثت في القارة الأمريكية بين عامي 1492 و1800 ميلادي خلال عصر الاستكشاف. بدأت العديد من الإمبراطوريات الأوروبية خلال هذه الفترة من الزمن -بشكل أساسي إسبانيا، والبرتغال، وبريطانيا، وفرنسا وهولندا- باستكشاف الموارد الطبيعية ورأس المال البشري للأمريكيتين والمطالبة بهما، مما أدى إلى تهجير السكان الأصليين في الأمريكيتين وتشتيتهم واستعبادهم وإبادتهم، وإلى إنشاء العديد من الدول الاستعمارية الاستيطانية. ما تزال بعض المستعمرات الاستيطانية الأوروبية السابقة- بما فيها نيو مكسيكو، وألاسكا، وسهوب البراري (كندا أو فرنسا الجديدة)/السهول الكبرى الشمالية، «والأقاليم الشمالية الغربية» في أمريكا الشمالية؛ وبرزخ تيهوانتيبيك، وشبه جزيرة يوكاتان ومضيق دارين في أمريكا الوسطى؛ وغابات الأمازون الشمالية الغربية، وجبال الأنديز الوسطى وغويانا في أمريكا الجنوبية- ريفية بشكل نسبي ومأهولة بشكل خفيف من السكان الأصليين في القرن الواحد والعشرين، من ناحية ثانية، نمت العديد من الدول الاستعمارية الاستيطانية لتصبح إمبراطوريات استعمارية استيطانية بحد ذاتها، ومن ضمنها البرازيل، وكولومبيا، والأرجنتين والولايات المتحدة. بدأت روسيا باستعمار شمال غرب المحيط الهادئ في منتصف القرن الثامن عشر، بحثًا عن فرو الحيوانات من أجل تجارة الفرو. تنحدر العديد من البنى الاجتماعية- بما فيها الأديان والحدود السياسية واللغة المشتركة- التي سادت في نصف الكرة الغربي في القرن الواحد والعشرين من البنى التي نشأت خلال تلك الفترة.
كان المعدل السريع الذي نمت فيه ثروة وسلطة أوروبا في أوائل القرن الخامس عشر غير متوقع، لأنها كانت مشغولة بحروبها الداخلية وكانت تتعافى ببطء من خسارتها لسكانها بسبب الموت الأسود (الطاعون الأسود). دفعت القوة التي فرضتها الإمبراطورية العثمانية التركية على طرق التجارة إلى آسيا بالملوك الأوروبيين الغربيين للبحث عن بدائل لها، مما كان سببًا في رحلات كريستوفر كولومبوس وإعادة اكتشافه «للعالم الجديد» عن طريق الصدفة.
بعد توقيع معاهدة توردسيلاس في عام 1494، اتفقت البرتغال وإسبانيا على تقسيم الكرة الأرضية إلى قسمين، حيث سيطرت البرتغال على الأراضي غير المسيحية في النصف الشرقي، وإسبانيا على تلك الموجودة في النصف الغربي. شملت مطالبات إسبانيا بشكل أساسي القارة الأمريكية بأكملها، لكن معاهدة توردسيلاس منحت الطرف الشرقي من أمريكا الجنوبية للبرتغال، حيث أسست فيها البرازيل في أوائل القرن السادس عشر. تعد مدينة سان أوغستين، في فلوريدا حاليًا، والتي أسسها الإسبان في عام 1565، أقدم مستوطنة مأهولة بشكل مستمر أسسها الأوروبيون في الولايات المتحدة المتجاورة.
أصبح واضحًا بعد ذلك للقوى الأوروبية الغربية أنه بإمكانها أيضًا الاستفادة من الرحلات غربًا، وبحلول ثلاثينيات القرن السادس عشر، بدأت البريطانيون والفرنسيون باستعمار الطرف الشمالي الشرقي من الأمريكيتين. أسس السويديون السويد الجديدة خلال قرن من الزمن، وأسس الهولنديون هولندا الجديدة، وطالبت الدنمارك والنروج معًا إلى جانب القوى الأخرى المذكورة سابقًا بجزر الكاريبي، وبحلول القرن الثامن عشر، كانت قد أنعشت الدنمارك والنروج مستعمراتها السابقة في غرينلاند، وبدأت روسيا باستكشاف ساحل المحيط الهادئ من ألاسكا إلى كاليفورنيا والمطالبة به.
تكررت المجابهات الطاحنة كثيرًا في بداية هذه الفترة لأن السكان الأصليين قاتلوا بضراوة من أجل الحفاظ على سلامتهم الإقليمية من الأعداد المتزايدة للمستعمرين الأوروبيين، ومن جيرانهم من السكان الأصليين الذين تم تجهيزهم بالتكنلوجيا الأوروبية الآسيوية. كانت النزاعات بين الإمبراطوريات الأوروبية المتنوعة والسكان الأصليين هي الديناميكية (الحركة) الرئيسية في الأمريكيتين في القرن التاسع عشر، وعلى الرغم من أن بعض أجزاء القارة كانت تحصل على استقلالها عن أوروبا في ذلك الوقت، فإن مناطق أخرى مثل كاليفورنيا وباتاغونيا، والأقاليم الشمالية الشرقية، والسهول الشمالية الكبرى لم تشهد أي استعمار على الإطلاق حتى القرن التاسع عشر.

## لمحة عامة على القوى الأوروبية الغربية

### الشماليون
كان المستكشفون الشماليون هم أول الأوروبيين الذين وطئت قدمهم ما يعرف اليوم بأمريكا الشمالية. رحلات الشماليين إلى غرينلاند وكندا موثقة بأدلة أثرية وتاريخية. أسس الشماليون مستعمرة في غرين لاند في أواخر القرن العاشر، ودامت هذه المستعمرة حتى منتصف القرن الخامس عشر، حيث كانت تنعقد المحاكم ومجالس البرلمان في براتاهيلو (Brattahlíð) ويوجد الأسقف في غارور (Garðar). تم اكتشاف بقايا مستوطنة في لانس أو ميدوز في نيوفندلاند، كندا، في عام 1960 ويعود تاريخها إلى نحو عام 1000 (تقدير التأريخ الكربوني 990- 1050 ميلادي). تعد مستوطنة لانس أو ميدوز هي الموقع الوحيد الذي تم قبوله على نطاق واسع كدليل على وجود اتصال عبر المحيطات قبل العصر الكولومبي. تم تسميته كموقع تراث عالمي من قبل اليونيسكو في عام 1978. يعد الموقع أيضًا مثيرًا للاهتمام بسبب احتمالية ارتباطه بمستعمرة فينلاند، التي أسسها ليف إيريكسون في الفترة ذاتها، أو عمومًا مع استعمار الشماليين للأمريكيتين. يُقال إن أخ ليف أيريكسون قام بأول اتصال مع السكان الأصليين في أمريكا الشمالية الذين أصبحوا يعرفون لاحقًا باسم السكارلينغ (skrælings). بعد أسر وقتل ثمانية من السكان الأصليين، تمت مهاجمتهم وهم في سفنهم الشاطئية التي دافعوا عنها.

### البرتغاليون
طالبت البرتغال خلال الإطار الزمني نفسه مثل إسبانيا، بالأراضي في أمريكا الشمالية (كندا) واستعمرت جزءًا كبيرًا من شرقي أمريكا الجنوبية وأطلقت عليه اسم سانتا كروز والبرازيل. استكشف رسام الخرائط أمريكو فيسبوتشي الساحل الشرقي لأمريكا الجنوبية نيابة عن التاجين البرتغالي والإسباني، ونشر كتابه الجديد Mundus Novus (العالم الجديد) بين عامي 1502-1503 والذي نفى فيه الاعتقاد بأن الأمريكيتين كانتا جزءًا من الجزء الشرقي الأقصى من آسيا، وأكد أن كولومبوس وصل إلى مجموعة من القارات لم يسمع بها سابقًا أي من الأوروبيين. ما يزال رسامو الخرائط يستخدمون نسخة لاتينية من اسمه الأول، أمريكا، للإشارة إلى القارتين. طالب النبيل البرتغالي بيدرو ألفاريس كابرال بمنطقة البرازيل لصالح البرتغال في أبريل عام 1500؛ بدأ الاستعمار ساري المفعول للبرازيل بعد ثلاثة عقود مع تأسيس ساو فيسنتي في عام 1532 وإنشاء نظام القبطنة في عام 1534، والذي تم استبداله لاحقًا بأنظمة أخرى. حاول مستكشفون آخرون استعمار السواحل الشرقية لما يعرف اليوم بكندا ونهر بلايت في أمريكا الجنوبية. شمل هؤلاء المستكشفون جواو فاز كورتي ريال في نيوفندلاند؛ وجواو فرنانديز لافرادور، وغاسبر وميغيل كورتي ريال وجواو ألفاريس فاغوندس في نيوفندلاند، وغرينلاند ولابرادور ونوفا سكوتيا (منذ عام 1498 حتى 1502 وفي عام 1520).
خلال هذه الفترة، تحول البرتغاليون بشكل تدريجي عن خطتهم الأولية بتأسيس مراكز تجارية لاستعمار ما يعرف اليوم بالبرازيل بشكل واسع. استوردوا ملايين العبيد لتنفيذ مخططاتهم. توقعت الحكومتين الملكيتين الإسبانية والبرتغالية أن يحكموا هذه المستوطنات ويجمعوا على الأقل 20% من الكنوز التي عثر عليها (الضريبة (quinto real) التي جمعت من بيت التوظيف (Casa de Contratación))، بالإضافة إلى جمع كل الضرائب الممكنة. شكلت الفضة بحلول القرن السادس عشر خمس الميزانية الإجمالية للبرتغال وإسبانيا. ربما دخل نحو 240 ألف أوروبي نقاط العبور في أمريكا بحلول القرن السادس عشر.

## الدوافع
أهم دوافع الكشف الجغرافي محاولة أوروبا الالتفاف حول الدولة العثمانية التي وضعت العراقيل أمام تجارة أوروبا مع الشرق الأقصى حيث قضت عليها تقريبًا في أواخر القرن الخامس عشر، فضلاً عن الضرائب الجمركية المتصاعدة التي كان يفرضها مماليك مصر، ومن هنا بدأ الناس في أوروبا يتساءلون عن إمكانية الوصول إلى الهند مباشرة للتخلص من سيطرة العثمانيين المتزايدة على تجارتهم، والبعض يضيف إلى جملة هذه الدوافع دافعا دينيا آخر ممثلاً في الرغبة في نشر الدين المسيحي.

## المستعمرين

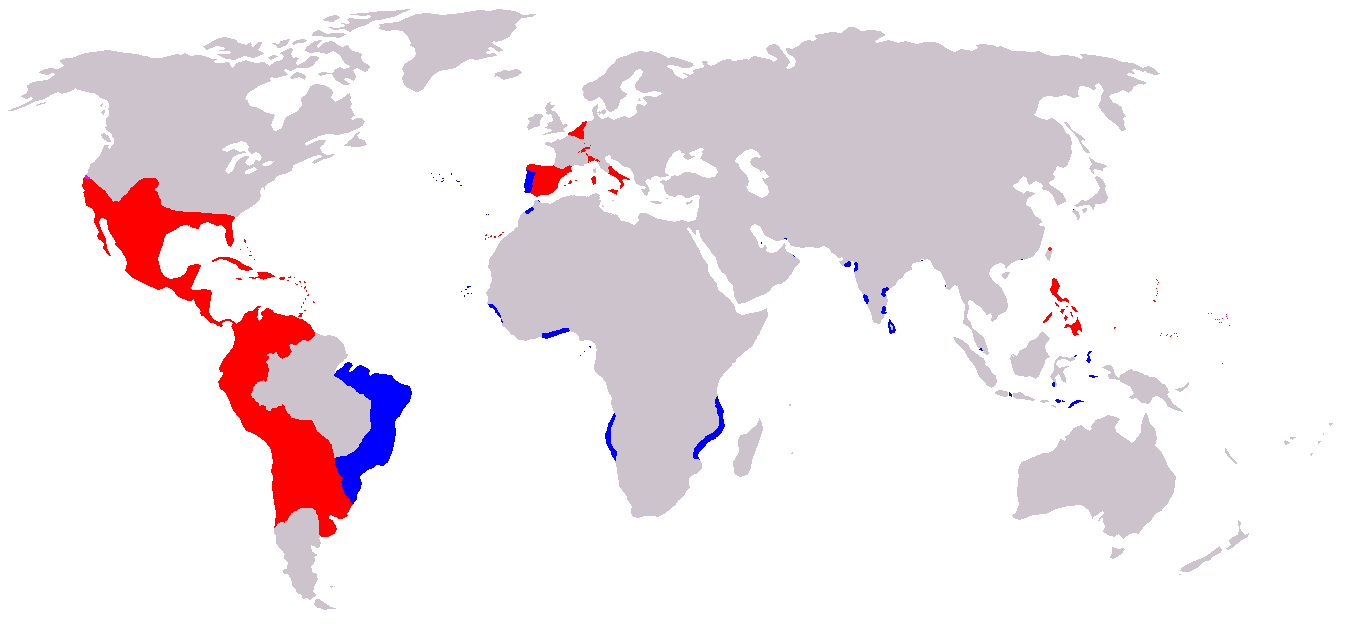
الاستعمار الأوروبي (البرتغال وإسبانيا)

أميريكو فسبوتشي يستيقظ "أمريكا" ، نقش من 1638

اسبانيا والبرتغال بدؤا بإستعمار أجزاء من جنوب أمريكا ووسطها في القرن السادس عشر. وقد حصلوا على اجزاء من شمال أمريكا، وفي العام المقبل هاجر العديد من السكان الاوروبين إلى أمريكا وقاموا بتقسيم أمريكا الشمالية بين البرتغال وإسبانيا أما فرنسا وإنجلترا كانت الأكثر نجاحا في وضع المستعمرات في وقت لاحق.
إنجلترا اخذت منتصف شرق أمريكا الشمالية اما فرنسا اخذت ما تبقى من شمال أمريكا.وفي النهاية سيطر الإنجليز على معظم الأراضي الفرنسية.
وقد سعى المستعمرين في البداية إلى البحث عن الذهب، ومع ذلك لقد حصلوا على تربة خصبة صالحة للزراعة، ولكن لم يستطيعوا المستعمرين الانجليزا في الشمال ان يزرعوا محاصيلهم بسهولة، اما الاسبانيون قاموا بتعدين الذهب والفضة وزراعة التبغ.
وقام البرتغاليون بزراعة السكر والتجارة به وكانت من أفضل الدول التي تفعل هذا.
كان لفرنسا مستعمرات في البحر الكاريبي وكذلك في شمال البر الرئيسي لأمريكا الشمالية أطلقوا عليه اسم كندا وكانوا يبحثون عن ممر إلى أسيا وقد كان عدد السكان منخفضا مما جعلهم يتعايشون مع السكان الاصليون
وقد حقق الفرنسيون ارباحا كبيرة من خلال المتاجرة في الفراء. وقد خسر الفرنسون كندا في الحرب الفرنسية الهندية.

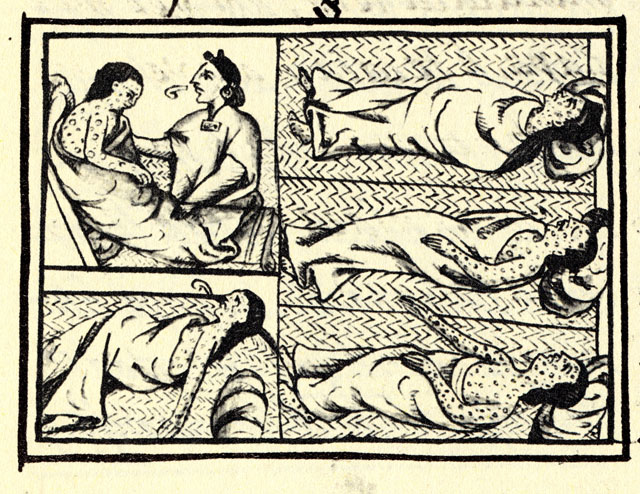
رسم نص مرفق في الكتاب الثاني عشر من المخطوطة الفلورنتینية للقرن السادس عشر (جُمعت ١٥٤٠-١٥٨٥)

## المرض وفقدان السكان
وقد كان المستعمرين يربون الحيوانات مثل الابقار والاغنام والخنازير والماعز والخيول وغيرها مما ادى إلى انتشار فايروس غير معروف في أمريكا وبدأ ينتشر بين السكان بسرعة وعلى نطاق واسع انتشرت الجراثيم الفيروسية بين الشعوب الاصلية وقد ادى إلى انتشار امراض كثيرة منها تيفوس 1546 . الأنفلونزا 1558. ديفثيريا 1614. والحصبة 1618. وغيرها من الامراض التي اجتاحت الامريكتين وقد ادت إلى مقتل عشرة إلى عشرين مليون شخص ويقال ان 95% من السكان الاصليون ماتوا.
وبعدها حدثت حرب العصابات (الأمريكية الهندية)وقد ادى إلى مقتل الكثير من السكان الاصلين.

## الهجرة الدينية
كان الكاثوليك الرومان أول مجموعة دينية كبيرة تهاجر إلى العالم الجديد، حيث كان يطلب من المستوطنين في المسعمرات البرتغال واسبانيا (ولاحقا فرنسا) الانتماء إلى هذا الايمان. وتميل المستعمرات الهولندية والإنجليزية إلى ان تكون أكثر تنوعا من الناحية الدينية.ومن بين المستوطنين في هذه المستعمرات النجليكانين الهولنديين والبوريتانيين الإنجليز والكاثوليك الإنجليز والاسكتلنديين واللوثريين الالمان والسويديين بالإضافة إلى الكويكرز والاميش والمورافيا واليهود من جنسيات مختلفة.
- استعمار أوروبي
- تجارة فراء أمريكا الشمالية
- إرث القارة الأوروبية
- الرق في الولايات المتحدة الإستعمارية

## العبودية

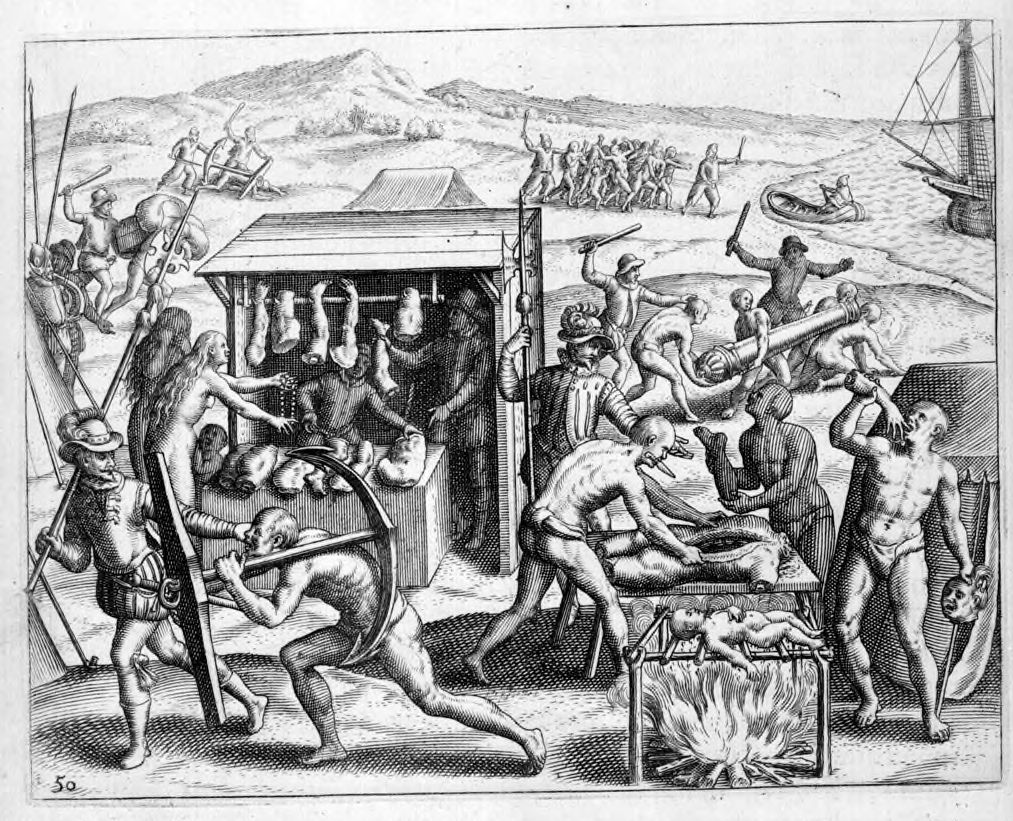
المناطق الهندية التي دمرها الإسبان بقلم ثيودور دي بري

أفضت خسارة السكان الأصليين في أعقاب وصول الأوروبيين إلى استكشافات إسبانية ذهبت أبعد من جزر الكاريبي التي استولوا عليها بداية الأمر واستوطنوا فيها في التسعينيات من القرن الخامس عشر، نظرًا إلى حاجتهم إلى قوة عمل لإنتاج الغذاء وللتنجيم عن الذهب. مع وصول المستعمرين الأوروبيين، بات استعباد السكان الأصليين «سلعة وتوسع بأشكال غير متوقعة، وبات شبيهًا بأشكال الاتجار بالبشر المعروفة في يومنا هذا». وفي حين كان المرض السبب الرئيسي لوفاة السكان الأصليين، كانت ممارسة العبودية والعمل القسري مساهمًا رئيسيًا في حصيلة الوفيات بين السكان الأصليين. ومع وصول أوروبيين غير إسبان، تزايد استعباد السكان الأصليين نظرًا إلى غياب أي منع للعبودية حتى عقود لاحقة. يقدّر عدد الأمريكيين الأصليين الذين أُرغموا على العمل القسري منذ وصول كولومبوس حتى نهاية القرن التاسع عشر بين 2.5 و5 مليون. وعادة ما أُرغم الرجال والنساء والأطفال من السكان الأصليين على العمل في مناطق حدودية قليلة الكثافة السكانية، في المنازل أو في مناجم ذهب وفضة سامة. عُرفت هذه الممارسة بنظام الإيكومييندا وقدمت عمالة محلية مجانية للإسبان. مع استناده إلى فرض الجزية على المسلمين واليهود خلال فترة سقوط الأندلس، منح التاج الإسباني عددًا من العمالة المحلية للإنكومنديرو، الذي غالبًا ما كان من الكونكيستدور أو ذكرًا إسبانيًا بارزًا آخر. بموجب هذا المنح، كان هؤلاء ملزمين من الناحية النظرية بحماية السكان الأصليين وتنصيرهم. ومقابل تحولهم القسري إلى المسيحية، دفع السكان الأصليون الجزية على شكل ذهب ومنتجات زراعية وعمالة. حاول التاج الإسباني إبطال هذا النظام عبر قوانين بورغوس (1512-1513) والقوانين الجديدة في الهند (1542). إلا أن الإنكومنديروس رفضوا الامتثال إلى هذه الإجراءات الجديدة وتواصل استغلال السكان الأصليين. في النهاية، استُبدل نظام الإنكومييندا بنظام ريبارتيميينتو الذي بقي ساريًا حتى أواخر القرن الثامن عشر.
في الكاريبي، استُنزفت ودائع الذهب بسرعة وتسبب الانخفاض الحاد بعدد السكان الأصليين بنقص حاد في العمالة. سعى الإسبان وراء منتجات للتصدير عالية القيمة بتكلفة متدنية لجني ثرواتهم. ووجدوا إجابتهم في قصب السكر. زُرع قصب السكر في جزر الأطلسي الإيبيرية. وكان قصب السكر طعامًا مطلوبًا بشدة ومرتفع التكلفة. حُلّت مشكلة قوة العمل بتوريد العبيد الأفارقة، الأمر الذي أفسح المجال أمام زراعة السكر التي عمل فيها العبيد المنقولون. تطلبت هذه الزراعة شراء قوة عمل كبيرة وإسكانها وتغذيتها، واستثمارًا لرأس المال في بناء طواحين قصب السكر، نظرًا إلى أن السكر يسيل بسرعة حالما يقطّع القصب. ارتبط أصحاب المزارع بالدائنين وبشبكة من التجار لبيع السكر المحضر في أوروبا. , استند النظام بأكمله على عدد كبير من السكان المستعبدين. سيطر البرتغاليون على تجارة العبيد الأفارقة، ومنذ اقتسام المجالات مع إسبانيا بموجب معاهدة توردسيلاس، سيطر البرتغاليون على السواحل الأفريقية. سيطر العبيد السود على قوة العمل في المناطق المدارية، وبشكل خاص في مناطق زراعة السكر، في البرازيل البرتغالية وجزر الكاريبي الهولندية والفرنسية والإنجليزية. في البر الرئيسي في أمريكا الشمالية، استوردت المستعمرات الجنوبية الإنجليزية عبيدًا سود، ابتداءًا بفرجينيا في العام 1619، لزراعة محاصيل مدارية أو نصف مدارية أخرى مثل التبغ والأرز والقطن.
على الرغم من أن العبيد السود كانوا مرتبطين بشكل رئيسي بالإنتاج الزراعي، تواجد السود والمولاتو المستعبدين المجانيين في أمريكا الإسبانية في عدد من المدن كانوا يعملون فيها كحرفيين. لم يكن معظم العبيد الأفارقة المنقولين حديثًا مسيحيين، وقد كان جعلهم يعتنقون المسيحية أولوية. وبالنسبة إلى الكنيسة الكاثوليكية، لم يكن في استعباد السود ما يتعارض مع المسيحية. أنشأ اليسوعيون أعمالًا تجارية زراعية عالية الربح وكانوا يحوزون قوة عمل سوداء مستعبدة كبيرة العدد. عادة ما برر الأوروبيون البيض هذه الممارسة عبر أحزمة نظرية خطوط العرض، التي أيدها أرسطو وبطليموس. تقول وجهة النظر هذه أن أحزمة خطوط العرض كانت تلتف حول الأرض وكانت تتطابق مع مزايا بشرية معينة. كانت الشعوب في «المناطق الباردة» في أوروبا الشمالية «أقل حكمة»، في حين أن الشعوب في «المناطق الحارة» في أفريقيا جنوب الصحراء الكبرى كانوا أذكياء ولكن «بحيوية أقل وأضعف». ووفقًا لهذه النظرية، كانت شعوب «المناطق المعتدلة» على امتداد البحر الأبيض المتوسط تعكس توازنًا مثاليًا من القوة والحكمة. بررت أفكار كهذه حول خطوط العرض وطباع البشر تراتبية بشرية طبيعية.
كان العبيد الأفارقة سلعة ثمينة للغاية ساهمت في إثراء أولئك الذين كانوا يعملون في التجارة. نُقل الأفارقة في سفن العبيد باتجاه الأمريكيتين، إذ كانت قبائل ساحلية في موطنهم الأم في أفريقيا قد أسَرتهم في البداية وباعتهم. تاجر الأوروبيون بالعبيد مع القبائل الأفريقية المحلية الأصلية التي أسرتهم في مكان آخر مقابل الرم والمسدسات والبارود وصناعات أخرى. يقدر مجموع أعداد العبيد الذين شملتهم تجارة العبيد إلى الجزر في الكاريبي والبرازيل والإمبراطوريات البرتغالية والإسبانية والفرنسية والهولندية والبريطانية ب12 مليون عبدًا. ذهبت الغالبية العظمى من هؤلاء العبيد إلى مستعمرات السكر في الكاريبي والبرازيل حيث كان معدل الأعمار قصيرًا وكان ثمة حاجة دائمة لسد النقص في الأعداد. استورد نحو 600 ألف عبد كحد أقصى إلى الولايات المتحدة، أو 5٪ من ال12 مليون عبدًا كانوا قد أُحضروا من أفريقيا.